# Spartathlon
Spartathlon (em grego: Σπάρταθλον) (em português: Espartatlon) é uma Ultramaratona na distância de 246 quilômetros (152,85 milhas) entre as cidades gregas de Atenas e Esparta que é realizada desde o ano de 1983.

## Origem
A Spartathlon tem por objetivo traçar os passos de Fidípides, um mensageiro ateniense enviado a Esparta no ano 490 a.C. para buscar ajuda contra os persas na Batalha de Maratona. Fidípides, segundo conta o historiador grego Heródoto, nas guerras persas, chegou a Esparta um dia depois de sua partida. Heródoto escreveu: "Por ocasião de qual falamos quando Fidípides foi enviado pelos generais atenienses, e, segundo seu próprio relato, viu o deus Pã em sua viagem, chegou a Esparta, no dia seguinte depois de deixar a cidade de Atenas.".
Com base neste relato o comandante John Foden da Royal Air Force e outros quatro oficias viajaram até a Grécia em 1982 em uma expedição oficial para provar se era possível correr os quase 250 quilômetros num dia e meio. Três corredores tiveram êxito em completar a distância: John Foden (37h:37m), John Scholtens (34h:30m) e John McCarthy en (39h:00m). No ano seguinte uma equipe de entusiastas (britânicos, gregos e de outras nacionalidades), baseado na Câmara Britânica de Comércio Helênica em Atenas e dirigida por Michael Callaghan organizaram a primeira Corrida Internacional da Spartathlon (em inglês: Open International Spartathlon Race).
O evento foi executado sob os auspícios da SEGAS (em grego: ΣΕΓΑΣ), a Associacião Helênica de Atletismo Amador.

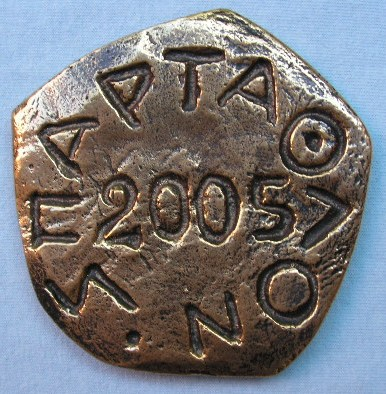
Medalha de finalista.

## A corrida
A corrida começa às 07h00, geralmente na última sexta-feira de Setembro de cada ano, aos pés da Acrópole. Corre-se fora de Atenas em direção ao litoral e se estende ao longo da costa em direção Corinto via Elêusis, Mégara, e Kineta. O percurso chega ao Canal de Corinto com 78,5 quilômetros e os atletas atingem o primeiro dos seis pontos principais de seleção em 81 km.
Depois de Corinto, a corrida se dirige até a antiga Corinto, Nemea, Lyrkia e em 159 km, alcança o topo do monte Parthenio. Dali, continua para o sul passando por Nestani e Tégea, antes de chegar na estrada principal de Esparta pouco antes da marca de 200 km.
Os corredores devem passar por 75 postos de controle ao longo do caminho e cada ponto tem um horário de corte. Os corredores que não cumprem o tempo do corte podem ser retirados da corrida, apesar do atraso na primeira metade da corrida ser geralmente tolerado. Esta tolerância começa a desaparecer depois do entardecer e no último terço da corrida, os organizadores podem retirar os corredores que estão fora dos limites de tempo ou que apresentam uma fadiga extrema. 

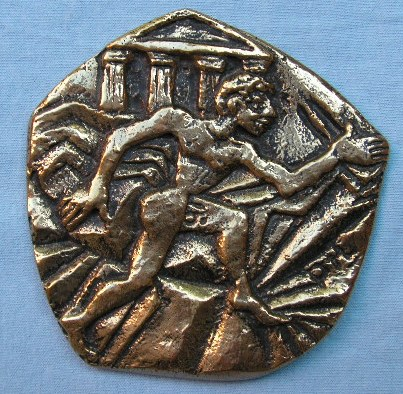
Reverso da medalha.

## Os requisitos de admissão
Para poder participar nesta corrida é necessário cumprir ao menos um dos seguintes requisitos:
- O indivíduo que tenha terminado uma corrida de pelo menos 100 km em menos de 10 horas e 30 minutos.
- O indivíduo que tenha participado em um evento de mais de 200 km, e que completou todo o percurso.
- O indivíduo que já tenha participado numa Spartathlon e que tenha alcançado o posto de controle "Nestani" (172 km) em menos de 24 horas e 30 minutos.

## Recordes
- Yiannis Kouros, que ganhou a primeira Spartatlhon ainda detém o recorde com o tempo de 20:25:00. Kouros competiu em quatro Spartathlons, venceu todos os quatro e detém os quatro melhores tempos já registrados. Em 2005, ele decidiu reconstituir os passos de Fidípides e correu completamente e, fora de competição, a distância de Atenas até Esparta e de Esparta até Atenas. (Duplo Spartathlon).
- Em 2008, Scott Jurek ganhou seu terceiro título em linha reta, marcando o quinto tempo mais rápido na história da corrida. Só Kouros (quatro vezes), executou o percurso mais rápido do que Jurek.
- Em 2007, a competição do 25º aniversário teve um recorde de 323 inscritos e na corrida de 2008 teve um recorde de 151 finalistas que conseguiram fazer dentro do tempo limite de 36 horas de corte.

Seguem-se os vencedores da Spartathlon.

### Homens
Tempo = horas:minutos:segundos
| Ano  | 1º                             | Nacionalidade  | Tempo    | 2º                         | Nacionalidade | Tempo    | 3º                             | Nacionalidade  | Tempo    |
| ---- | ------------------------------ | -------------- | -------- | -------------------------- | ------------- | -------- | ------------------------------ | -------------- | -------- |
| 2016 | Andrzej Radzikowski            | Polónia        | 23:02:23 | Marco Bonfiglio            | Itália        | 23:36:58 | Brunner Radek                  | Chéquia        | 24:07:29 |
| 2015 | Florian Reus                   | Alemanha       | 23:16:44 | Dan Lawson                 | Reino Unido   | 23:53:05 | Hansen Kim                     | Dinamarca      | 23:53:52 |
| 2014 | Ivan Cudin                     | Itália         | 22:27:57 | Florian Reus               | Alemanha      | 23:56:19 | Andrzej Radzikowski            | Polónia        | 25:48:25 |
| 2013 | João Oliveira                  | Portugal       | 23:28:31 | Florian Reus               | Alemanha      | 25:29:11 | Ivan Cudin                     | Itália         | 25:53:44 |
| 2012 | Stu Thoms                      | Alemanha       | 26:28:19 | Tetsuo Kiso                | Japão         | 26:36:23 | Markus Thalmann                | Áustria        | 27:14:25 |
| 2011 | Ivan Cudin                     | Itália         | 22:57:40 | Yuji Sakai                 | Japão         | 24:22:24 | Michael Vanicek                | Alemanha       | 24:55:59 |
| 2010 | Ivan Cudin                     | Itália         | 23:03:06 | Jan Albert Lantink         | Países Baixos | 23:31:00 | Jan Prochaska                  | Alemanha       | 24:56:00 |
| 2009 | Ryōichi Sekiya                 | Japão          | 23:48:24 | Lars Skytte Christoffersen | Dinamarca     | 24:32:00 | Jon Harald Berge               | Noruega        | 25:10:00 |
| 2008 | Scott Jurek                    | Estados Unidos | 22:20:01 | Markus Thalmann            | Áustria       | 24:52:09 | Lars Skytte Christoffersen     | Dinamarca      | 25:29:41 |
| 2007 | Scott Jurek                    | Estados Unidos | 23:12:14 | Piotr Kurylo               | Polónia       | 24:29:41 | Valmir Nunes                   | Brasil         | 25:37:40 |
| 2006 | Scott Jurek                    | Estados Unidos | 22:52:18 | Ryōichi Sekiya             | Japão         | 24:14:11 | Masayuki Ohtaki (Otaki, Ōtaki) | Japão          | 25:19:12 |
| 2005 | Jens Lukas                     | Alemanha       | 24:20:39 | Jean-Jacques Moros         | França        | 25:03:30 | Markus Thalmann                | Áustria        | 26:34:42 |
| 2004 | Jens Lukas                     | Alemanha       | 25:49:59 | Markus Thalmann            | Áustria       | 26:20:02 | Martin Juri                    | Austrália      | 27:19:15 |
| 2003 | Markus Thalmann                | Áustria        | 23:28:24 | Valmir Nunes               | Brasil        | 25:30:35 | Jean-Jacques Moros             | França         | 26:26:16 |
| 2002 | Ryōichi Sekiya                 | Japão          | 23:47:54 | Markus Thalmann            | Áustria       | 25:16:56 | Jeffry Oonk                    | Países Baixos  | 26:58:55 |
| 2001 | Valmir Nunes                   | Brasil         | 23:18:05 | Jens Lukas                 | Alemanha      | 24:46:51 | Ryōichi Sekiya                 | Japão          | 25:27:30 |
| 2000 | Masayuki Ohtaki (Otaki, Ōtaki) | Japão          | 24:01:10 | Jens Lukas                 | Alemanha      | 24:59:54 | Cees Verhagen                  | Países Baixos  | 25:35:50 |
| 1999 | Jens Lukas                     | Alemanha       | 25:38:03 | Jean Pierre Guyomarch      | França        | 27:08:57 | Jun Onoki                      | Japão          | 27:16:36 |
| 1998 | Kostas Reppos                  | Grécia         | 25:11:41 | Kenzi(Kenji) Okiyama       | Japão         | 26:13:13 | James Zarei                    | Reino Unido    | 26:44:04 |
| 1997 | Constantinos Repos             | Grécia         | 23:37:00 | Kenji Okiyama              | Japão         | 25:55:00 | Rune Larsson                   | Suécia         | 28:11:00 |
| 1996 | Roland Vuillemenot             | França         | 26:21:00 | Mravlje Dusan              | Eslovênia     | 27:55:00 | Roy Pirrung                    | Estados Unidos | 27:56:32 |
| 1995 | James Zarei                    | Reino Unido    | 25:59:42 | Vasilios Chalkias          | Grécia        | 27:49:46 | Kazuyoshi Ikeda                | Japão          | 28:12:00 |
| 1994 | James Zarei                    | Reino Unido    | 26:15:00 | Kenji Okiyama              | Japão         | 25:55:00 | Peeter Kirppu                  | Estónia        | 26:07:00 |
| 1993 | Rune Larsson                   | Suécia         | 25:57:12 | Jean-Claude Lapeyrigne     | França        | 29:48:00 | Schutze W.D.                   | Alemanha       | 29:50:38 |
| 1992 | Rusko Kantief                  | Bulgária       | 24:08:13 | Paul Beckers               | Bélgica       | 25:05:48 | Roy Pirrung                    | Estados Unidos | 28:33:02 |
| 1991 | Seppo Tapio Leinonen           | Finlândia      | 30:25:07 | János Bogár                | Hungria       | 24:15:31 | George Stoakes                 | Reino Unido    | 30:50:35 |
| 1990 | Yiannis Kouros                 | Grécia         | 21:57:00 | János Bogár                | Hungria       | 24:49:19 | Rune Larsson                   | Suécia         | 25:28:48 |
| 1989 | János Bogár                    | Hungria        | 24:15:31 | Rune Larsson               | Suécia        | 24:42:05 | Seiichi Morikawa               | Japão          | 26:08:18 |
| 1988 | Rune Larsson                   | Suécia         | 24:42:05 | James Zarei                | Irão          | 25:59:42 | Georges Makris                 | Grécia         | 26:47:00 |
| 1987 | Rune Larsson                   | Suécia         | 24:41:46 | Patrick Macke              | Reino Unido   | 26:41:51 | James Zarei                    | Reino Unido    | 27:27:16 |
| 1986 | Yiannis Kouros                 | Grécia         | 21:51:00 | Ernő Kis-Király            | Hungria       | 26:07:00 | Peter Mann                     | Alemanha       | 26:41:00 |
| 1985 | Patrick Macke                  | Reino Unido    | 23:18:00 | Dusan Mravlje              | Iugoslávia    | 24:39:22 | Jean Calbera                   | França         | 24:42:00 |
| 1984 | Yiannis Kouros                 | Grécia         | 20:25:00 | Dusan Mravlje              | Iugoslávia    | 23:44:00 | Patrick Macke                  | Reino Unido    | 24:32:05 |
| 1983 | Yiannis Kouros                 | Grécia         | 20:29:04 | Dusan Mravlje              | Iugoslávia    | 24:40:38 | Alan Fairbrother               | Reino Unido    | 27:39:14 |

### Mulheres
Tempo = horas:minutos:segundos
| Ano  | 1º                                | Nacionalidade  | Tempo    | 2º                                              | Nacionalidade                   | Tempo    | 3º                   | Nacionalidade    | Tempo    |
| ---- | --------------------------------- | -------------- | -------- | ----------------------------------------------- | ------------------------------- | -------- | -------------------- | ---------------- | -------- |
| 2016 | Katalin Nagy                      | Estados Unidos | 25:22:26 | Smith Pam                                       | Estados Unidos                  | 27:11:53 | Maraz Zsuzsanna      | Hungria          | 27:44:01 |
| 2015 | Katalin Nagy                      | Estados Unidos | 25:06:05 | Alyson Venti                                    | Estados Unidos                  | 26:50:51 | Szilvia Lubics       | Hungria          | 29:18:44 |
| 2014 | Szilvia Lubics                    | Hungria        | 26:53:40 | Katalin Nagy                                    | Estados Unidos                  | 28:55:03 | Eva Esnaola          | Espanha          | 30:52:41 |
| 2013 | Szilvia Lubics                    | Hungria        | 28:03:04 | Antje Krause                                    | Alemanha                        | 30:07:15 | Heike Bergmann       | Alemanha         | 30:22:03 |
| 2012 | Elizabeth Hawker                  | Reino Unido    | 27:02:17 | Leonie van den Haak                             | Países Baixos                   | 28:42:36 | Szilvia Lubics       | Hungria          | 29:45:56 |
| 2011 | Szilvia Lubics                    | Hungria        | 29:07:39 | Ruth Podgornik Res                              | Eslovênia                       | 32:17:19 | Mimi Anderson        | Predefinição:GRB | 32:33:23 |
| 2010 | Emily Gelder                      | Reino Unido    | 30:17:03 | Heather Fouwdlink-Hawker                        | Reino Unido                     | 32:43:00 | Yoshiko Matsuda      | Japão            | 33:31:00 |
| 2009 | Sumie Inagaki                     | Japão          | 27:39:49 | Yoshiko Matsuda                                 | Japão                           | 31:16:00 | Lisa Bliss           | Estados Unidos   | 32:27:00 |
| 2008 | Sook-Hue Hur                      | Coreia do Sul  | 30:03:22 | Stacey Bunton                                   | Estados Unidos                  | 31:25:59 | Heinlein Marika      | Alemanha         | 31:39:19 |
| 2007 | Akiko Sakamoto                    | Japão          | 31:09:24 | Vrigitte Bec                                    | França                          | 31:56:03 | Kimie Noto           | Japão            | 32:11:05 |
| 2006 | Sumie Inagaki                     | Japão          | 28:37:20 | Takako Furuyama                                 | Japão                           | 31:40:31 | Mary Larsson-Hanudel | Estados Unidos   | 31:41:56 |
| 2005 | Kimie Noto                        | Japão          | 30:23:07 | Elke Streicher                                  | Alemanha                        | 32:19:59 | Anke Drescher        | Alemanha         | 32:52:23 |
| 2004 | Kimie Noto                        | Japão          | 29:57:40 | Hiroko Okiyama                                  | Japão                           | 31:01:17 | Anke Drescher        | Alemanha         | 32:55:26 |
| 2003 | Akiko Sakamoto                    | Japão          | 29:07:44 | Sumie Inagaki                                   | Japão                           | 29:38:54 | Barbara Szlachetka   | Alemanha         | 31:50:23 |
| 2002 | Irina Reutovich                   | Rússia         | 28:10:48 | Hiroko Okiyama                                  | Japão                           | 30:25:49 | Mayumi Okabe         | Japão            | 31:33:35 |
| 2001 | Alzira Portela-Lario              | Portugal       | 30:31:41 | Kimie Funada(later Kimie Noto)                  | Japão                           | 33:49:17 | Heike Pawzik         | Alemanha         | 34:41:10 |
| 2000 | Hiroko Okiyama                    | Japão          | 29:16:37 | Mary Larsson                                    | Estados Unidos                  | 30:56:16 | Helga Backhaus       | Alemanha         | 31:35:24 |
| 1999 | Anny Monot                        | França         | 35:38:08 | Kimie Funada(later Kimie Noto)                  | Japão                           | 35:41:31 | -                    | -                | -        |
| 1998 | Mary Larsson                      | Suécia         | 28:46.58 | Kimie Funada(later Kimie Noto)                  | Japão                           | 29:32:21 | Helga Backhaus       | Alemanha         | 29:53:49 |
| 1997 | Helga Backhaus                    | Alemanha       | 30:39:00 | Kimie Funada(later Kimie Noto)                  | Japão                           | 33:36:00 | Heike Pawzik         | Alemanha         | 33:46:00 |
| 1996 | Helga Backhaus                    | Alemanha       | 29:33:00 | Kimie Funada(later Kimie Noto)                  | Japão                           | 33:36:00 | Heike Pawzik         | Alemanha         | 33:46:00 |
| 1995 | Kimie Funada (later Kimie Noto)   | Japão          | 29:32:21 | Helga Backhaus                                  | Alemanha                        | 30:41:00 | Miyako Yoshikoshi    | Japão            | 35:40:31 |
| 1994 | Helga Backhaus                    | Alemanha       | 30:39:00 | Kazuko Kaihata                                  | Japão                           | 34:12:17 | Miyako Yoshikoshi    | Japão            | 34:33:21 |
| 1993 | Sigrid Lomsky                     | Alemanha       | 32:46:17 | Marie Bertrand                                  | França                          | 33:47:12 | Miyako Yoshikoshi    | Japão            | 34:18:00 |
| 1992 | Hilary Walker                     | Reino Unido    | 31:23:30 | Mary Hanudel-Larsson                            | Estados Unidos                  | 33:47:00 | Miyako Yoshikoshi    | Japão            | 33:47:52 |
| 1991 | Ursula Blasberg                   | Alemanha       | 34:42:45 | -                                               | -                               | -        | -                    | -                | -        |
| 1990 | Anne-Marie Deguilhem              | França         | 34:07:41 | Pascale Mahe                                    | França                          | 35:08:03 | Mary Hanudel-Larsson | Estados Unidos   | 35:31:30 |
| 1989 | Mary Hanudel (later Mary Larsson) | Estados Unidos | 31:57:23 | Monika Kuno                                     | Alemanha                        | 34:10:00 | Eiko Endo            | Japão            | 34:36:49 |
| 1988 | -                                 | -              | -        | -                                               | -                               | -        | -                    | -                | -        |
| 1987 | Hilary Walker                     | Reino Unido    | 31:23:30 | Waltraud Reisert                                | Alemanha                        | 35:31:56 | -                    | -                | -        |
| 1986 | Mary Hanudel (later Mary Larsson) | Estados Unidos | 31:46:45 | Waltraud Reisert                                | Alemanha                        | 33:21:00 | -                    | -                | -        |
| 1985 | Mary Hanudel (later Mary Larsson) | Estados Unidos | 34:10    | -                                               | -                               | -        | -                    | -                | -        |
| 1984 | Mary Hanudel (later Mary Larsson) | Estados Unidos | 30:27:00 | Marcy Schwam Lorna Richey (later Lorna Michael) | Estados Unidos · Estados Unidos | 34:15:10 | -                    | -                | -        |
| 1983 | Eleanor Robinson (formerly Adams) | Reino Unido    | 32:37:52 | -                                               | -                               | -        | -                    | -                | -        |

### Os melhores 50 tempos de todos os tempos
|     | Atleta                 | Tempo    | País | Ano  | Colocação | Idade |
| --- | ---------------------- | -------- | ---- | ---- | --------- | ----- |
| 1.  | Yiannis Kouros         | 20:25:00 | GRE  | 1984 | 1         | 28    |
| 2.  | Yiannis Kouros         | 20:29:04 | GRE  | 1983 | 1         | 27    |
| 3.  | Yiannis Kouros         | 21:51:00 | GRE  | 1986 | 1         | 30    |
| 4.  | Yiannis Kouros         | 21:57:00 | GRE  | 1990 | 1         | 34    |
| 5.  | Scott Jurek            | 22:20:01 | USA  | 2008 | 1         | 34    |
| 6.  | Ivan Cudin             | 22:29:29 | ITA  | 2014 | 1         | 39    |
| 7.  | Scott Jurek            | 22:52:18 | USA  | 2006 | 1         | 32    |
| 8.  | Ivan Cudin             | 22:57:40 | ITA  | 2011 | 1         | 36    |
| 9.  | Andrzej Radzikowski    | 23:02:23 | POL  | 2016 | 1         | 35    |
| 10. | Ivan Cudin             | 23:03:06 | ITA  | 2010 | 1         | 35    |
| 11. | Patrick Macke          | 23:08:41 | GBR  | 1990 | 2         | 35    |
| 12. | Scott Jurek            | 23:12:14 | USA  | 2007 | 1         | 33    |
| 13. | Florian Reus           | 23:17:31 | GER  | 2015 | 1         | 31    |
| 14. | Patrick Macke          | 23:18:00 | GBR  | 1985 | 1         | 30    |
| 15. | Valmir Nunes           | 23:18:05 | BRA  | 2001 | 1         | 37    |
| 16. | Markus Thalmann        | 23:28:24 | AUT  | 2003 | 1         | 39    |
| 17. | Joao Oliveira          | 23:29:08 | POR  | 2013 | 1         | 36    |
| 18. | Jan Lantink            | 23:31:22 | HOL  | 2010 | 2         | 52    |
| 19. | Marco Bonfiglio        | 23:36:58 | ITA  | 216  | 2         | 39    |
| 20. | Kostas Reppos          | 23:37:00 | GRE  | 1997 | 1         | 31    |
| 21. | Dušan Mravlje          | 23:44:00 | YUG  | 1985 | 2         | 32    |
| 22. | Ryōichi Sekiya         | 23:47:54 | JPN  | 2002 | 1         | 35    |
| 23. | Ryōichi Sekiya         | 23:48:24 | JPN  | 2009 | 1         | 42    |
| 24. | Dan Lawson             | 23:53:32 | GBR  | 2015 | 2         | 42    |
| 25. | Kim Hansen             | 23:54:37 | DEN  | 2015 | 3         | 40    |
| 26. | Florian Reus           | 23:57:13 | GER  | 2014 | 2         | 30    |
| 27. | Ohtaki Masayuki        | 24:01:10 | JPN  | 2000 | 1         | 34    |
| 28. | Radek Brunner          | 24:07:29 | CZE  | 2016 | 3         | 42    |
| 29. | Rusko Kantief          | 24:08:13 | BUL  | 1992 | 1         | 34    |
| 30. | Ryōichi Sekiya         | 24:14:11 | JPN  | 2006 | 2         | 39    |
| 31. | Bogár János            | 24:15:31 | HUN  | 1991 | 1         | 27    |
| 32. | Jens Lukas             | 24:20:39 | GER  | 2005 | 1         | 39    |
| 33. | Piotr Kurylo           | 24:29:41 | POL  | 2007 | 2         | 35    |
| 34. | Lars Christoffers      | 24:31:45 | DEN  | 2009 | 2         | 37    |
| 35. | Patrick Macke          | 24:32:05 | GBR  | 1989 | 1         | 34    |
| 36. | Dušan Mravlje          | 24:39:22 | YUG  | 1983 | 2         | 30    |
| 37. | Dušan Mravlje          | 24:40:38 | YUG  | 1984 | 2         | 31    |
| 38. | Rune Larsson           | 24:41:46 | SWE  | 1987 | 1         | 31    |
| 39. | Jean-Dominique Calbera | 24:42:00 | FRA  | 1985 | 3         | 37    |
| 40. | Rune Larsson           | 24:42:05 | SWE  | 1988 | 1         | 32    |
| 41. | Jens Lukas             | 24:46:51 | GER  | 2001 | 2         | 35    |
| 42. | Bogár János            | 24:49:19 | HUN  | 1990 | 3         | 26    |
| 43. | Markus Thalmann        | 24:52:09 | AUT  | 2008 | 2         | 44    |
| 44. | Jan Prockaska          | 24:55:58 | GER  | 2010 | 3         | 44    |
| 45. | Jens Lukas             | 24:59:54 | GER  | 2000 | 2         | 34    |
| 46. | Jean-Jacques Moros     | 25:03:30 | FRA  | 2005 | 2         | 35    |
| 47. | Paul Beckers           | 25:05:48 | BEL  | 1992 | 2         | 30    |
| 48. | Katalin Nagy           | 25:07:12 | USA  | 2015 | 4         | 36    |
| 49. | Jon Berge              | 25:09:38 | NOR  | 2009 | 3         | 40    |
| 50. | Kostas Reppos          | 25:11:41 | GRE  | 1998 | 1         | 32    |